# Slingsby T.49 Capstan
Dimensions

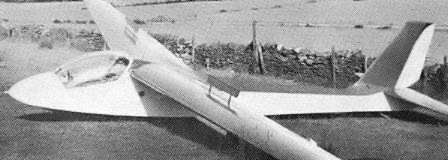

Le Slingsby T.49 Capstan est un planeur biplace britannique des années 1960 construit par Slingsby Sailplanes pour succéder au T.42 Eagle. Il est utilisé pour la formation et le perfectionnement. Le prototype T.49A vole pour la première fois en 1961 puis entre en production sous le titre de T.49B en 1963.

## Construction
Il s'agit d'un monoplan à ailes hautes, il a été le dernier biplace en bois et toile construit par Slingsby. Les sièges sont placés côte à côte dans un poste de pilotage fermé par une verrière monobloc en plexiglas. Trente-quatre Capstan furent construits dont un, équipé d'un moteur auxiliaire, appelé T.49C Powered Capstan, le premier motoplaneur d'entraînement anglais.